# Liste von Persönlichkeiten der Stadt Siegen
Diese Liste von Persönlichkeiten enthält Personen, die in einem besonderen Verhältnis zur Stadt Siegen in Nordrhein-Westfalen stehen. Dazu zählen neben Ehrenbürgern auch Personen, die in Siegen geboren wurden oder einen bedeutenden Zusammenhang zu Siegen haben.

## Ehrenbürger
Die Stadt Siegen hat diese Ehrenbürger und Ehrenbürgerinnen:
- 2002: Barbara Lambrecht-Schadeberg, Kultur- und Kunstmäzenin

Die Stadt Siegen und ihre eingemeindeten Stadtteile (in Klammern) hatten auch den folgenden Personen das Ehrenbürgerrecht verliehen. Allerdings erlosch nach Ordnung der Stadt Siegen dieses Recht mit dem Tod.
- 1887: Heinrich von Achenbach (1829–1899), Oberpräsident der Provinz Brandenburg
- 1891: Otto von Bismarck (1815–1898), Reichskanzler
- 1933: Paul von Hindenburg (1847–1934), Generalfeldmarschall und Reichspräsident
- 1933: Adolf Hitler (1889–1945), Führer und Reichskanzler 1 (aberkannt)
- 1951: Eduard Schneider-Davids (1896–1970), (Eiserfeld), Baurat und Heimatschriftsteller
- 1953: Alfred Fissmer (1878–1966), Oberbürgermeister a. D.
- 1957: Carl-Wilhelm Dresler (1877–1971) (Eiserfeld), Bergassessor und Unternehmer
- 1961: Wilhelm Meißner (1891–1962) (Niederschelden), Amtsbürgermeister 1946–1952
- 1961: Albert Schneider (Niederschelden), Unternehmer
- 1970: Karl Barich (1901–1995) (Hüttental), Vorstandschef Stahlwerke Südwestfalen
- 1970: Josef Höfer (1896–1976) (Hüttental), katholischer Prälat
- 1970: Otto Krasa (1890–1972) (Eiserfeld), Lehrer und Heimatforscher
- 1972: Heinrich Adolf Müller (1882–1973) (Eiserfeld), Amtsbürgermeister

## In Siegen geboren
(Die Auflistung erfolgt chronologisch nach Geburtsjahr. Ob sie ihren späteren Wirkungskreis in Siegen hatten oder nicht, ist dabei unerheblich)

### Bis 1800
- Nikolaus von Siegen (vor 1450 – 1495), Benediktiner, Geschichtsschreiber
- Josef Horlenius (um 1460 – 1521), Humanist und Poet
- Heinrich Schickhardt der Ältere (1464 – 23. August 1540), Bildschnitzer und Kunstschreiner
- Heinrich III. von Nassau (1483–1538), Graf von Nassau und Herr von Breda
- Tilemann Stella (1525–1589), Renaissance-Gelehrter und Bibliothekar, Mathematiker, Geometer, Kartograf und Astronom
- Henrich Schickhartt (um 1540 – nach 1606), Hofmeister des Stiftes Keppel bei Siegen
- Jacob Schickhart der Ältere (um 1565 – spätestens 1637), Siegener Rechtsanwalt im Dienste der nassauischen Grafen
- Christine von Diez (1571–1637/38), jüngste Tochter der Fürstin Anna von Sachsen
- Philip Rubens (1574–1611), Archäologe, Philologe und der ältere Bruder des Peter Paul Rubens
- Martin Neurath (1575–1637), Professor für Philosophie in Herborn, Rat und Amtmann in Siegen und Diez
- Peter Paul Rubens (1577–1640), Barockmaler
- Martin Schickhard der Ältere (1579–1636), deutscher Juraprofessor in Herborn und Deventer
- Philipp Christoph Schickhard (um 1580 – vor 1672), Hofmeister des Stiftes Keppel, Ratsverwandter und Bürgermeister von Siegen
- Jacob Schickhart (1584–1664), Landschreiber und Vertreter der niederländischen Provinz Drente
- Hermann Ravensberger (1586–1625), evangelischer Theologe, Hochschullehrer u. a. in Herborn und Steinfurt, gestorben in Groningen
- Martin Schickhard (nach 1590 – vor 1657), Amtmann in Beilstein, Rechtsanwalt in Frankfurt am Main, nassauischer Hexenkommissar in Freudenberg
- Ägidius Schickhard (1601/02 – nach 1650), Rechtsanwalt in Speyer, Ethik- und Juraprofessor sowie Rektor der Hohen Schule in Herborn
- Johann Heinrich Bisterfeld (1605–1655), Philosoph, Polyhistor
- Johann Heinrich Lorsbach (1620–1697), Stadtschöppe und Bürgermeister von Siegen
- Daniel Flender (1665–1723), Jesuit und Theologe
- Friedrich Flender von der Hardt (1674–1707), siegerländer Freiheitskämpfer, von Wilhelm Hyacinth von Nassau-Siegen (1666–1743) in Siegen hingerichtet
- Georg Wilhelm Henning (1676–1750), deutsch-russischer Ingenieur, Konstrukteur, Offizier und Organisator; 1676 in Siegen getauft
- Johann Matthias Florin (1680–1751), Hochschullehrer an der Hohen Schule Herborn
- Friedrich Wilhelm I. Adolf (1680–1722), Fürst zu Nassau-Siegen und Erbauer des Unteren Schlosses in Siegen
- Franz Hunolt (1691–1746), Jesuit, Theologe
- Johann Heinrich Hampe (1693–1777), Hofarzt der Fürstinnen von Wales, Caroline von Brandenburg-Ansbach, Gattin Georgs II. und ab 1727 Königin von Großbritannien und Irland, und von Sophie Charlotte zu Mecklenburg-Strelitz, Gemahlin Georgs III.
- Johann Hermann Grimm (1704–1782), Pfarrer in Siegen
- Johann Georg Achenbach (1706–1776), Bürgermeister von Siegen
- Friedrich Wilhelm II. (Nassau-Siegen) (1706–1734), Fürst von Nassau-Siegen
- Johann Heinrich Lorsbach (1712–1794), Fürstlich Oran.-Nassauischer Geheimer Justizrat und Direktor der Justizkanzlei in Dillenburg und oberster Oran.-Nassauischer Richter
- Adolf Albert Dresler (1713–1787), Fabrikant
- Wilhelm Adolf Miltenberger (1714–1784), Jurist, Regierungsdirektor und Staatsminister der Landgrafschaft Hessen-Darmstadt
- Johann Franz Coing (1725–1792), evang. Theologe, Philosoph, Bibliothekar
- Ludwig Carl Franz Leopold zu Hohenlohe-Waldenburg-Bartenstein (1731–1799), regierender Reichsfürst und Kunstmäzen
- Heinrich Adolph Grimm (1747–1813), Orientalist
- Matthias Langer (1765–1833), Fabrikant und Autor
- Adolph Albert Dresler (1781–1846), Fabrikant und Politiker
- Heinrich Fölzer (1782–1861), Unternehmer
- Wilhelm Adolf Diesterweg (1782–1835), Mathematiker
- Franz Joseph Musset (1786–1859), Präsident des Oberappellationsgerichtes Wiesbaden
- Johann Heinrich Weisgerber (1787–1868), Vater des Pietismus im Siegerland
- Adolph Diesterweg (1790–1866), bedeutender Pädagoge und Vordenker der Reformpädagogik
- Leonhard Gläser (1797–1875), Industrieller und Philanthrop
- Johann Heinrich Schenck (1798–1834), deutscher Mediziner

### 1801 bis 1850
- Hermann Bellebaum (1805–1875), Geistlicher und Schriftsteller
- Jakob Hermann Daub (1805–1847), Theologe, Schriftsteller und Generalsuperintendent in Münster
- Jacob Holzklau (1806–1866), Lederfabrikant und Politiker
- Heinrich Kreutz (1808–1879), Unternehmer in der Metallurgie und Mitglied des Deutschen Reichstags
- Wilhelm Oechelhäuser (1820–1902), Industrieller, Politiker und Begründer der Deutschen Shakespeare-Gesellschaft
- Jakob Scheiner (1820–1911), Maler
- Adolf Kreutz (1822–1895), Unternehmer
- Auguste Sievert (1824–1897), Malerin und Schriftstellerin
- Heinrich Ludwig Buff (1828–1872), Chemiker
- Friedrich Stolz (1829–1897), Gewerke am Reinhold-Forster-Erbstollen
- Heinrich Freiherr von Dörnberg (1831–1905), Maler der Düsseldorfer Schule
- Ferdinand Ernst Wilhelm Karl Frh. von Dörnberg (1833–1902), Generalleutnant
- Heinrich Adolf Dresler (1835–1929), Unternehmer, Politiker
- Julius von Dörnberg (1837–1922), Landrat in Kassel
- Louis Ernst (1839–1900), Mitglied des Deutschen Reichstags
- Joseph Anton Friedrich August Freiherr von Hövel (1842–1917), Politiker, Landrat in Essen und Regierungspräsident in Koblenz
- Friedrich Johann Reusch (1843–1906), Bildhauer
- Carl Schnabel (1843–1914), Montanwissenschaftler
- Heinrich Ludwig Boerner (1846–1916), Pädagoge
- Jacob Heinzerling (1846–1941), Heimat- und Mundartforscher
- Julius Reichwald (1847–1912), Generalmajor
- Heinrich Wilhelm Dresler (1849–1929), Industrieller
- Aloys Carl Pietz (1849–1881), Bürgermeister der Stadt Steele
- Heinrich Haas (1850–1929), Industrieller

### 1851 bis 1900
- Wilhelm Scheiner (1852–1922), Maler
- Heinrich Carl Friedrich Kreutz (1854–1907), Astronom und Herausgeber der „Astronomische Nachrichten“
- Heinrich Vogel (1856–1934), Bergwerksdirektor und Mitglied des Deutschen Reichstags
- Rudolf Weber (1856–1932), Unternehmer
- Karl Hartmann (1857–1910), Lehrer und Heimat- und Mundartdichter
- Adolf (Johann Heinrich) Schenck (1857–1936), Geograph und Naturforscher
- Johann Heinrich (Rudolf) Schenk (1860–1927), Botaniker
- Wilhelm Stolz (1860–1954), Besitzer des Walzwerkes „Alter Hammer“
- Max (Ludwig Paul) Blanckenhorn (1861–1947), Geologe
- Gustav Brockhoff (1862–1940), Bergwerksdirektor
- Fritz Schenck (1862–1916), Physiologe
- Karl von Dörnberg (1863–1929), Landrat, geheimer Regierungsrat und Landtagsabgeordneter
- Ludwig Heupel-Siegen (1864–1945), Maler und Hochschullehrer
- Karl Kippenberger (1868–1937), Pharmazeut und Chemiker
- Eduard Schneider-Davids (1869–1970), Baurat und Autor
- Heinrich Krauße (1871–1934), Reichsgerichtsrat
- Maria Theodor Strewe (1874–1950), Journalist der Deutschen Allgemeinen Zeitung (DAZ), Schriftsteller, Diplomat, Wirtschaftsvertreter und China-Experte
- Martin (Adolf Friedrich) Schenck (1876–1960), Physiologe und Chemiker
- Hermann Reuter (1880–1970), Linguist und Bibliothekar
- Luise Beccard-Blensdorf (1881–1956), Heimatdichterin
- Ewald Sauer (1881–1957), Politiker
- Julio Goslar (1883–1976), Kirchenmusiker
- Walter Delius (1884–1945), Beamter, Politiker
- Otto Luyken (1884–1953), Gärtner
- Hermann Klingspor (1885–1969), Unternehmer und Politiker
- Bernhard Salzmann (1886–1959), 1945–1954 Landeshauptmann des Provinzialverbandes Westfalen, 1953–1954 erster Direktor des Landschaftsverbandes Westfalen-Lippe
- Fritz Fries (1887–1967), sozialdemokratischer Politiker, Mitglied des preußischen Landtags, Regierungspräsident in Arnsberg
- Karl Loewenstein (1887–nach 1945), Bankier und Überlebender des Holocaust
- Heinrich Kemper (1888–1962), Politiker, Mitglied des Deutschen Bundestags
- Eugen Kirch (1888–1973), Pathologe
- Karl Uerpmann (1888–1984), Landrat
- Heinrich Lent (1889–1965), Ingenieur
- Fritz Busch (1890–1951), Dirigent, Direktor der Württ. Staatstheater, Generalmusikdirektor der Deutschen Staatsoper
- Albrecht Kippenberger (1890–1980), Kunsthistoriker
- Adolf Busch (1891–1952), Komponist, Violinist
- Erich Fliegner (1891–1971), Lehrer, Chorleiter
- Johannes Goebel (1891–1952), Chemiker
- Otto Schwarz (1891–1964), Kommunalpolitiker und Oberbürgermeister der Stadt Siegen
- Hans-Heinrich Wurmbach (1891–1965), deutscher Marineoffizier, zuletzt Admiral im Zweiten Weltkrieg
- Walter Krämer (1892–1941), Schlosser, Abgeordneter der KPD im Preußischen Landtag, 1933 inhaftiert, Häftling im KZ Buchenwald („Arzt von Buchenwald“), Gerechter unter den Völkern
- Willi Busch (1893–1951), Schauspieler
- Adolf Haas (1893–1945), SS-Obersturmbannführer und der erste Lagerkommandant des KZ Bergen-Belsen
- Heinrich Otto (1893–1983), Landrat und Landtagsabgeordneter
- Walther Becker (1894–1973), Diplomat
- Otto Weber (1894–1973), Politiker (NSDAP), thüringischer Justizminister und preußischer Regierungspräsident von Erfurt
- Paul Giesler (1895–1945), NSDAP-Gauleiter von Oberbayern und Ministerpräsident von Bayern 1942–1945
- Fritz Spruth (1895–1991), Bergwerksdirektor und Autor
- Michael Keller (1896–1961), Bischof von Münster 1947–1961
- Heinrich Gontermann (1896–1917), Jagdflieger im Ersten Weltkrieg und Ritter des Ordens Pour le Mérite
- Friedrich Middelhauve (1896–1966), Politiker (FDP), MdB, MdL (Nordrhein-Westfalen), NRW-Landesminister für Wirtschaft und Verkehr, FDP-Landesvorsitzender, Gründer des Westdeutschen Verlages in Opladen 2004 aufgegangen im VS Verlag für Sozialwissenschaften
- Hermann Busch (1897–1975), Cellist
- Hermann Giesler (1898–1987), Architekt
- Hermann Kuhmichel (1898–1965), Künstler
- Hedwig Finger (1899–1974), Politikerin und MdL
- Margarete Lenz, (1899–1986), Sozialpolitikerin und Diplomatin
- Karl Wurm (1899–1975), Astronom
- Heinrich Busch (1900–1929), Pianist und Komponist
- Erich Schneider (1900–1970), Professor und Wirtschaftstheoretiker
- Walter Seelbach (1900–1970), Politiker und Landtagsabgeordneter

### 1901 bis 1950
- Walter Döpp (1901–1963), Botaniker
- Walter Heringlake (1901–1969), Politiker
- Paul Spruth (1902–1971), Lehrer und westfälischer Heimatdichter
- Charlotte Petersen (1904–1994), Journalistin
- Fritz Peus (1904–1978), Entomologe
- Bernhard Weiß (1904–1973), Fabrikant
- Erich Hüttenhain (1905–1990), Kryptologe
- Lothar Irle (1905–1974), Siegerländer Heimatforscher und Schriftsteller
- Hans-August Vowinckel (1906–1941), Schriftsteller
- Helmut Klemm (1908–1969), Flottillenadmiral
- Walter Thomas (1908–1970), Schriftsteller, Dramaturg, Direktor der Wiener Staatsoper
- Ernst Achenbach (1909–1991), Politiker (FDP), MdB, MdL (Nordrhein-Westfalen)
- Werner Fassel (1910–1992), SS-Oberscharführer und stellvertretender Leiter der Politischen Abteilung im KZ Mauthausen
- Friedrich Hartmann (1912–2000), Maler
- Ruth Dirx (1913–1994), Autorin und Erzieherin
- Edith Langner (1913–1986), Politikerin und Landtagsabgeordnete, Mitglied im Rat der Stadt Siegen 1952–1971
- Hermann Manskopf (1913–1985), Maler, Kunstlehrer und Initiator der Freilegung der Ruine Ginsberg (Ginsburg)
- Werner Böhmer (1915–2014), Richter des Bundesverfassungsgerichts
- Heinz Herrmann (1915–1996), Leichtathlet
- Hermann Flender (1918–2004), Diplomat und Botschafter in Addis Abbeba, Ruanda und Laos
- Karl Ludwig Radenbach (auch Charles Louis Radenbach) (1918–1986), Pneumologe
- Hans Reinhardt (1920–1998), SPD-Politiker, Landtagsabgeordneter und Bürgermeister der Stadt Siegen
- Ruth Bühren-Gamb (1922–1993), Gewerkschafterin und Politikerin (SPD)
- Hans-Georg Vitt (1923–1981), SPD-Landes- und Kommunalpolitiker (MdL), Bürgermeister von Weidenau und Hüttental
- E. O. Fuhrmann (1924–1986), Schauspieler
- Wolfgang Kreutter (1924–1989), Wittgensteiner Bildhauer mit Siegener Wurzeln
- Kurt Neheimer (1924–1995), Journalist und SED-Funktionär
- Heinrich Wolf (1924–2020), Lehrer, Entomologe und Fachautor
- Fritz Raab (1925–2010), Schriftsteller und Rundfunkredakteur, Schöpfer der Comic-Serie Taró
- Wolfgang Rothmaler (1925–2020), Zeitungsverleger in Siegen
- Günter Büschges (1926–2017), Soziologe und emeritierter Ordinarius für Soziologie der Universität Erlangen-Nürnberg
- Helmut Winter (1926–1983), Organist und Organologe
- Manfred Otto (1927–2013), baptistischer Geistlicher
- Herbert Schäfer (1927–1991), Fußball-Nationalspieler, später Fußballtrainer
- Walter Schneider (1927–2010), Motorradrennfahrer
- Gerhard Daub (1928–1993), Politiker
- Peter Paul Flosdorf (1928–2023), Psychologe, Heilpädagoge, Theologe und Familientherapeut
- Friedemann Keßler (1928–1985), Kommunalpolitiker und Bürgermeister von Siegen
- Heinrich Vormweg (1928–2004), Literaturkritiker und Rundfunkautor
- Franz Klein (1929–2004), Steuerrechtswissenschaftler
- Fritz Zimmermann (1929–2015), Fußballspieler
- Ulrich Heifer (1930–2018), Hochschullehrer und Gerichtsmediziner
- Günther Saßmannshausen (1930–2010), Geologe und Manager
- Bernd Becher (1931–2007), Fotograf
- Alfred Bellebaum (1931–2021), Soziologe, Autor, Glücksforscher und Professor an den Universitäten Koblenz-Landau und Bonn
- Günter Cronau (1931–2012), Jurist und Stadtdirektor von Arnsberg
- Charlotte Böhmer, verh. Schmidt (* 1933), Leichtathletin
- Karl Wilhelm Kirchhöfer (* 1933), SPD-Politiker und Bürgermeister der Stadt Siegen
- Karl Kaiser (* 1934), Politikwissenschaftler
- Gustav-Adolf Haas (1935–2013), Politiker und Landtagsabgeordneter
- Friedrich Steinseifer (1935–2004), Generalmajor der Bundeswehr
- Manfred Hardt (1936–2001), Romanist, Literaturwissenschaftler und Hochschullehrer
- Klaus Müller (1936–2022), Professor für Geschichte
- Otfried Hofius (* 1937), Professor für Evangelische Theologie in Tübingen
- Friedhelm Koch (* 1937), Brigadegeneral der Luftwaffe der Bundeswehr
- Walter Link (1937–2010), Politiker, Mitglied des Deutschen Bundestages
- Hannjost Lixfeld (1937–1998), Volkskundler und Erzählforscher
- Wolfgang Lück (1938–2020), Wirtschaftswissenschaftler und Wirtschaftsprüfer
- Hans Peter Althaus (* 1939), Sprachwissenschaftler
- Loke Mernizka (* 1939), Politiker und Landtagsabgeordneter
- Eckhard Schleifenbaum (1939–1981), Unternehmer und Politiker
- Siegfried Schauzu (* 1939), Motorradrennfahrer
- Horst Schmidt-Böcking (* 1939), Physiker
- Ulf Stötzel (* 1939), Bürgermeister der Stadt Siegen 1999–2007
- Heinfried Birlenbach (1940–2020), Leichtathlet und Olympiateilnehmer
- Joachim Frank (* 1940), Nobelpreisträger für Chemie 2017
- Günter Schmidt (1940–2018), Mediziner, Fachautor
- Hermann Kurz (1941–2006), Künstler
- Karin Tietze-Ludwig (* 1941), Journalistin und Fernsehsprecherin, bis 2001 „Lottofee“ der ARD
- Horst Schmitthenner (* 1941), Gewerkschafter und von 1989 bis 2003 im Vorstand der Industriegewerkschaft Metall
- Hans Peter Mebold (1942–2001), Orgelbauer
- Wolfgang Marx (* 1943), Psychologe
- Rolf Stommelen (1943–1983), Formel-1-Rennfahrer
- Werner Stump (* 1943), Landrat des Rhein-Erft-Kreises
- Rüdiger Imhof (* 1944), Anglist und Hochschullehrer
- Michael Mühlenberg (* 1944), Biologe, Zoologe und Hochschullehrer
- Gerd Neuser (1945–2022), Fußballtrainer
- Rudolf Landau (* 1946), Pfarrer, Theologe, Autor und Herausgeber
- Hermann Schöler (* 1946), Psychologe
- Heinz Bonn (1947–1991), Fußballspieler
- Josef Clemens (* 1947), Kurienbischof und Sekretär des Päpstlichen Laienrates
- Bernd Enders (* 1947), Professor für Systematische Musikwissenschaft
- Dieter H. Stündel (* 1947), Übersetzer, Journalist und Heimatforscher
- Detlev Arens (* 1948), freier Autor und Journalist
- Hans Bode (1947–2008), Ingenieurwissenschaftler
- Ulrich Büdenbender (* 1948), Jurist
- Karl-Friedrich Fischbach (* 1948), Professor für Biologie
- Fritz B. Simon (* 1948), Psychiater
- Bodo Meier (* 1949), Maler und Pädagoge
- Eberhard Becker (* 1950), Kirchenmusiker
- Ulrich Langenbach (* 1950), Künstler
- Wolfgang Neuser (* 1950), Philosoph und Hochschullehrer
- Klaus Scheer (* 1950), Fußballspieler und -trainer

### Ab 1951
- Wolfgang H. Koch (* 1951), Zahnmediziner
- Wolfgang Neuser (* 1951), Rektor der CVJM-Hochschule in Kassel, ehem. Generalsekretär des CVJM-Gesamtverbands in Deutschland
- Helga Rock (* 1951), Politikerin, frühere MdB
- Helge Achenbach (* 1952), Kunstberater
- Christoph Bode (* 1952), Anglist und Amerikanist
- Reinhard Goebel (* 1952), Barockgeiger
- Klaus Siebenhaar (* 1952), Hochschullehrer, Kulturmanager und Verleger
- Detlef Wetzel (* 1952), Gewerkschafter
- Horst Afflerbach (* 1953), Theologe
- Gabriele Bensberg (* 1953), Germanistin, Psychologin und Autorin
- Rudolf Bieler (* 1953), Künstler und Musiker
- Martin Keßler (* 1953), Filmemacher und Fernsehjournalist
- Rüdiger von Fritsch (* 1953), Diplomat und Sachbuchautor
- Ulrich Bender (* 1954), Künstler
- Frank Fürbeth (* 1954), Philologe und Hochschullehrer
- Günter Helmes (* 1954), Literatur- und Medienwissenschaftler, Universitätsprofessor
- Walter Rosenthal (* 1954), Arzt und Professor
- Norbert Steiner (* 1954), Jurist und Manager, Vorstandsvorsitzender der K+S AG
- Gerhard Wagner (* 1954), Sachbuchautor
- Horst Weller (* 1954), Chemiker
- Stefan Gossler (* 1955), Schauspieler und Synchronsprecher
- Hans-Hermann Hertle (* 1955), Historiker und Publizist für Zeitgeschichte
- Otfried Nassauer (1955–2020),  Journalist, Friedensforscher sowie Gründer und Leiter des Berliner Informationszentrums für Transatlantische Sicherheit
- Helga Schwarz-Schumann (* 1955), Gewerkschafterin und Politikerin
- Wolfgang Wilhelm (1955–2023), Kinderbuch-, Hörspielautor und Verleger
- Tillmann Benfer (* 1956), Kirchenmusiker
- Thomas Klein (* 1957), Philologe und Hochschullehrer
- Annegret Kober (* 1957), Schwimmerin
- Bernward Koch (* 1957), Musiker
- Dirk Metz (* 1957), Staatssekretär und Sprecher der Hessischen Landesregierung
- Stefan Born (1958–2015), Fußballspieler
- Uwe Helmes (* 1958), Fußballspieler und Fußballtrainer, Vater von Patrick Helmes
- Burkhard Jung (* 1958), Oberbürgermeister von Leipzig
- Jörn-Uwe Lommel (* 1958), Handballspieler und -trainer
- Dieter Falk (* 1959), Musikproduzent, Keyboarder, Arrangeur und Komponist
- Elke Donalies (* 1959), Linguistin und Autorin
- Susanne Kramarz-Bein (* 1959), Skandinavistin und Hochschullehrerin
- Tilmann Schweisfurth (* 1959), Beamter und Berater
- Falk Heinrichs (* 1960), Politiker (SPD), 2012–2017 MdL Nordrhein-Westfalen
- Markus Hering (* 1960), Schauspieler und Ensemblemitglied am Wiener Burgtheater
- Volkmar Klein (* 1960), Politiker (MdB)
- Andreas Knie (* 1960), Sozialwissenschaftler
- Stefan Schulze-Hausmann (* 1960), Jurist, Journalist und Produzent
- Matthias Kringe (* 1961), Autor und Cartoonist „Dilldappen“
- Peter Autschbach (* 1961), Gitarrist
- Thomas Dornseifer (* 1961), römisch-katholischer Priester, Domkapitular sowie Generalvikar im Erzbistum Paderborn.
- Christian Frevel (* 1962), römisch-katholischer Theologe
- Stephanie Heckner (1962–2023), Film-, Fernsehproduzentin und Redakteurin
- Thomas Kohl (* 1962), Fetalchirurg und Hochschullehrer
- Matthias Neubert (* 1962), Physiker und Hochschullehrer
- Johannes Remmel (* 1962), Politiker
- Birgitta Weber (* 1962), Journalistin, Fernsehmoderatorin und Abteilungsleiterin beim SWR
- Anna Adam (* 1963), Malerin, Bühnenbildnerin, Diplompädagogin und Ausstellungsgestalterin
- Matthias Kitter (* 1963), Fernseh- und Theaterregisseur
- Kerstin Müller (* 1963), Politikerin
- Frank Heinrich (* 1964), Theologe und Politiker (MdB)
- Harald Jüngst (* 1964), Chorleiter und Musikpädagoge
- Sören Kahl (* 1964), Texter und Sänger christlicher Popmusik und Autor
- Maike Kohl-Richter (* 1964), Volkswirtin, Ehefrau von Altbundeskanzler Helmut Kohl
- Gundula Roßbach (* 1964), Juristin, Präsidentin der Deutschen Rentenversicherung
- Gunter Schneider (* 1964), Generalmajor des Heeres der Bundeswehr
- Torgen Schneider (* 1964), Journalist und Fernsehmoderator
- Birgit Weyel (* 1964), evangelische Theologin und Hochschullehrerin
- Henning Zoz (1964–2024), Nanotechnologe und Unternehmer
- Bernd Arhelger (* 1965), Musikproduzent, Keyboarder, Arrangeur und Komponist
- Rolf Buch (* 1965), Unternehmer
- Dirk Schweisfurth (* 1965), Leichtathlet und Olympiateilnehmer
- Tobias Gossmann (* 1965), Dirigent
- Ulrike Banniza (* 1966), Richterin am Bundesfinanzhof
- Thomas Meurer (1966–2010), Theologe und Autor
- Mark-Stefan Tietze (* 1966), Satiriker und Autor
- Markus Zimmer (* 1966), Filmproduzent
- Arne Birkenstock (* 1967), Autor und Regisseur
- Navid Kermani (* 1967), Islamwissenschaftler und Schriftsteller
- Thoralf Klein (* 1967), Historiker und Hochschullehrer
- Petra Lobinger (* 1967), Leichtathletin
- Karsten Schul (* 1967), Basketballspieler und -trainer
- Karin Wehn (* 1967), Medienwissenschaftlerin, Kuratorin und Journalistin
- Hansjörg Weißbrich (* 1967), Filmeditor
- Jens Wöhrmann (* 1967), Tennisspieler
- Mehmet Daimagüler (* 1968), Jurist, Kolumnist und Buchautor
- Stephan Joachim Kramer (* 1968), Beamter, Verfassungsschutz-Präsident Thüringens
- Peter Stein (* 1968), MdB, Stadtplaner und Bundestagsabgeordneter
- Jochen Bohn (* 1969), Philosoph
- Jürgen Hövelmann (* 1969), Schriftsteller
- Gereon Klug (* 1969), Schriftsteller, Musikkritiker, Songtexter
- Tilman Plehn (* 1969), Physiker
- Sandra Weeser (* 1969), Politikerin (MdB)
- Nik Breidenbach (* 1970), Schauspieler
- Uwe Klein (* 1970), Fußballspieler und -trainer
- Crauss (* 1971), Schriftsteller
- Monika Meyer (* 1972), Fußballspielerin
- Anne von Canal, geb. Anne Helene Bubenzer (1973–2022), Schriftstellerin und Übersetzerin
- Anna Kebschull (* 1973), Politikerin
- Milan Pešl (* 1974), Schauspieler
- Marcus Brühl (1975–2015), Lyriker und Prosaautor
- Christoph Busch (* 1975), Rechtswissenschaftler und Hochschullehrer
- Markus Podzimek (* 1975), Konditormeister
- Katja Dörner (* 1976), Politikerin
- Anja Frisch (* 1976), Schriftstellerin
- Jan Philipp Janzen (* 1976), Musiker
- Cagatay Kilic (* 1976), türkischer Minister für Jugend und Sport
- Susanne Menzel-Riedl (* 1976), Biologiedidaktikerin
- Tomislav Mužek (* 1976), Opernsänger, Tenor
- Thilo Schmidt (* 1976), Journalist und Hörfunk-Autor
- Jan Schneider (* 1976), Leichtathlet
- Timo Latsch (* 1977), Fernsehmoderator
- Florian Schnorrenberg (* 1977), Fußballtrainer
- Juliane Sprenger (* 1977), Leichtathletin und Olympiateilnehmerin
- Kerstin Szymkowiak (* 1977), Skeletonfahrerin und Olympiateilnehmerin
- Christian Achenbach (* 1978), Künstler
- Nadja Becker (* 1978), Schauspielerin
- Eva Birkenstock (* 1978), Kunsthistorikerin
- Rita Borromeo Ferri (* 1978), Mathematikdidaktikerin und Hochschullehrerin
- Jana Puglierin (* 1978), Politikwissenschaftlerin
- Anna Angelina Wolfers (* 1978), Schauspielerin
- Sascha Bäcker (* 1979), Fußballspieler
- Gabriel Isenberg (* 1979), Kirchenmusiker
- Andreas Kuhl (* 1979), Ju-Jutsu-Sportler, Weltmeister
- Martin Willmann (* 1979), Fußballspieler
- Thomas Klotz (* 1980), Musicaldarsteller und Fernsehmoderator
- Sabrina Mockenhaupt (* 1980), Leichtathletin und Olympiateilnehmerin
- Denis Schmidt (* 1980), Schauspieler und Synchronsprecher
- Christina Zerbe (* 1980), Fußballspielerin
- Nico Deppisch (* 1981), Bassist
- Jessica Göbel (* 1981), Tischtennisspielerin
- Alexandra Scheld (* 1981), Tischtennisspielerin
- Bastian Schneider (* 1981), Schriftsteller und Dichter
- Lisa Jopt (* 1982), Schauspielerin, Hörspiel- und Synchronsprecherin
- Florian Kohfeldt (* 1982), Fußballspieler und -trainer
- Florian Kringe (* 1982), Fußballspieler
- Sebastian Kolb (* 1983), Schauspieler
- Moritz Volz (* 1983), Fußballspieler
- Christian Dünnes (* 1984), Volleyball-Nationalspieler
- Stefan Fuckert (* 1984), Fernsehmoderator
- Christian Reuter (* 1984), Informatikprofessor
- Sören Anders (* 1985), Koch
- Maike Seuren (* 1986), Fußballspielerin
- Jonas Hoffmann (* 1986), Triathlet
- Timo Böcking (* 1987), Musiker, Pianist, Organist, Komponist, Arrangeur und Professor für Popularmusik
- Katharina Heinz (* 1987), Skeletonpilotin
- Simon Herold (* 1987), Handballtorwart
- Steffen Mengel (* 1988), Tischtennisspieler
- Simon Rock (* 1988), Politiker (Bündnis 90/Die Grünen)
- Benedikt Büdenbender (* 1989), Politiker (CDU)
- Florian Exner (* 1990), Fußballschiedsrichter
- Julian Jakobs (* 1990), Fußballspieler
- Lara Hoffmann (* 1991), Leichtathletin, Team-Europameisterin
- Christian Nüchtern (* 1992), Eiskunstläufer
- Selim Gündüz (* 1994), Fußballspieler
- Andromache (* 1995), griechische Sängerin
- Jacqueline Lölling (* 1995), Skeletonpilotin, Silbermedaille in Pyeongyang 2018
- Christopher Teichmann (* 1995), Schweizer Fußballspieler
- Luca Waldschmidt (* 1996), Fußballspieler
- Marco Rente (* 1997), Fußballspieler
- Joshua Hartmann (* 1999), Leichtathlet
- Jan Boller (* 2000), Fußballspieler
- Soufiane El-Faouzi (* 2002), Fußballspieler

## Persönlichkeiten, die vor Ort gewirkt haben
(Folgende Persönlichkeiten sind oder waren in irgendeiner Weise mit Siegen verbunden. Die Auflistung erfolgt chronologisch nach Geburtsjahr.)

### Bis 1800
- Heinrich Taube von Selbach († 1364), Schriftsteller und Kapellan von Sankt Willibald in Eichstätt. Er verfasste eine Kaiser- und Papstgeschichte, die 1883 von Georg Grandaur übersetzt und herausgegeben worden ist.
- Erasmus Sarcerius (1501–1559), Rektor der Lateinschule, Theologe und Reformator
- Wilhelm Knüttel (1510–1566), gräflicher Rat, Magister
- Johannes Piscator (1546–1625), Theologe, Rektor der Siegener Grafenschule und Professor an der Hohen Schule.
- Johannes Althusius (1563–1638), Staatsrechtler und calvinistischer Politiktheoretiker
- Erich Philipp Ploennies (1672–1751), Mathematiker, Baumeister und Kartograph
- Johann Moritz (1604–1679), Fürst von Nassau-Siegen, niederl. Feldmarschall, Staatsmann
- Carl Ludwig Heusler (1790–1851), Oberbergrat,
- Mitunternehmer der Aurorahütte, Leiter der Siegener Bergschule 1830 bis 1851
- Peter Brüninghaus (1794–1865), Unternehmer der Frühindustrialisierung, Gutsbesitzer

### 1801 bis 1900
- Ludwig Heupel-Siegen (1864–1945), deutscher Maler und Hochschullehrer
- Emma Goslar (1848–1923), Heimatdichterin und Vortragskünstlerin
- Gustav Eskuche (1865–1917), Pädagoge, Schriftsteller und Volksliedsammler. 1897–1900 Lehrer am Realgymnasium Siegen (heute: Gymnasium am Löhrtor)
- Friedrich Flick (1883–1972), (Jung-)Unternehmer in der Charlottenhütte Niederschelden (ab 1912)
- Ernst Weißelberg (1883–1972), Kommunalpolitiker und Oberbürgermeister
- Otto Krasa (1890–1972), Lehrer und Prähistoriker, Ehrenbürger der Stadt Eiserfeld
- Karl-Adolf Hollidt (1891–1985), Offizier und Generaloberst in der Wehrmacht
- Therese Giehse (1898–1975), Schauspielerin. Erhielt für die Theatersaison 1920/21 ein Engagement am Stadttheater in Siegen.
- Walter Wilhelm August Thiemann (1898–1983), evang. Theologe
- Lotte Friese-Korn (1899–1963), Politikerin und Bundestagsabgeordnete

### Ab 1901
- Wilhelm Hesse (1901–1968), Oberbürgermeister der Stadt Braunschweig (1933–1945)
- Ernst Bach (1902–1965), Oberbürgermeister von Siegen von 1948 bis 1956, Bundesschatzmeister der CDU
- Wilhelm Güthling (1906–1971), Siegener Stadtarchivar, Buchautor
- Artur Woll (1923–2020), Gründungsrektor der Universität Siegen
- Hans-Georg Vitt (1923–1981), SPD-Landes- und Kommunalpolitiker (MDL), Bürgermeister von Weidenau und Hüttental
- Waltraud Steinhauer (1925–2002), Gewerkschafterin und Politikerin (MdB)
- Hilde Fiedler (1919–2011), Bürgermeisterin von 1989 bis 1994
- Hans Altenhein (* 1927), Verleger
- Walter Helsper (1927–1992), Maler und Zeichner
- Helmut Kreuzer (1927–2004), Literatur- und Medienwissenschaftler (lehrte in Siegen 1972–1992)
- Helge Pross (1927–1984), Soziologin (lehrte in Siegen 1976–1983)
- Botho Prinz zu Sayn-Wittgenstein-Hohenstein (1927–2008), Politiker
- Karl-Heinz Ostholthoff (1935–2025), Volkswirt (lehrte in Siegen 1966–2000), stellvertretender Bürgermeister von Siegen (1975–1984)
- Karl Riha (* 1935), Literaturwissenschaftler (lehrte in Siegen, 1975–2000)
- Manfred Zabel (* 1938), Theologe und Studentenpfarrer
- Gudrun Reinhardt (* 1939), Politikerin und Landtagsabgeordnete
- Rudolf Schwarte (1939–2021), Professor für Nachrichtentechnik, Leiter des Instituts für Nachrichtenverarbeitung (INV) an der Universität Siegen
- Rainer Geißler (* 1939), Soziologe, lehrte in Siegen
- Joachim Frank (* 1940), deutsch-amerikanischer Biophysiker, erhielt 2017 mit Jacques Dubochet und Richard Henderson den Nobelpreis für Chemie
- Günter Schmidt (1940–2018), Mediziner, Autor und Herausgeber
- Gerd vom Bruch (* 1941), Fußballspieler und -trainer, Spieler und Trainer u. a. bei einem Siegener Verein
- Dieter Bogatzki (1942–2000), Leichtathlet, Olympiasiebter über 800 Meter in Tokio 1964, Mitweltrekordler der 4-mal-800-Meter-DLV-Staffel 1966
- Albert H. Walenta (* 1943), Gottfried-Wilhelm-Leibniz-Preis 1986, Rektor der Universität Siegen 1997–2002
- Ralf Schnell (* 1943), Rektor der Universität Siegen 2006–2009
- Eberhard Winterhager (* 1943), Journalist, von 1981 bis 2007 Chefredakteur der Siegener Zeitung
- Gerhard Schröder (* 1944), Bundeskanzler von 1998 bis 2005, Niedersächsischer Ministerpräsident von 1990 bis 1998
- Theodora Hantos (* 1945), Rektorin der Universität Siegen 2002–2006
- Trutz von Trotha (1946–2013), Soziologe, lehrte in Siegen
- Hans Ulrich Gumbrecht (* 1948), deutsch-amerikanischer Literaturwissenschaftler, lehrte in Siegen
- Paul Breuer (* 1950), Politiker und Landrat des Kreises Siegen-Wittgenstein von 2003 bis 2014, lebt in Siegen
- Holger Burckhart (* 1956), Rektor der Universität Siegen seit 2009
- Otfried Nassauer (1956–2020), Journalist und Friedensforscher
- Axel A. Weber (* 1957), Präsident Deutsche Bundesbank, promovierte in Siegen
- Frank Schirrmacher (1959–2014), Mitherausgeber der Frankfurter Allgemeinen Zeitung, promovierte in Siegen
- Andreas Pinkwart (* 1960), Politiker (MdL und Minister) und Wirtschaftswissenschaftler, Professor an der Universität Siegen 1998 – 2002
- Norbert Dickel (* 1961), Fußballspieler, danach Stadionsprecher und Leiter des Eventmanagements bei Borussia Dortmund
- Matthias Ebertz (* 1963), Leiter der Feuerwehr
- Annette Kurschus (* 1963), evangelische Theologin und Ratsvorsitzende der Evangelischen Kirche in Deutschland (EKD)
- Birgit Weyel (* 1964), evangelische Theologin
- Thomas Hecken (* 1964), deutscher Literatur- und Kulturwissenschaftler, lehrt in Siegen
- Marcel Beyer (* 1965), Schriftsteller, studierte in Siegen
- Dieter Schönecker (* 1965), Philosoph
- Mark-Stefan Tietze (* 1966), Satiriker
- Jens Kamieth (* 1969), Politiker (MdL)
- Miriam Pielhau (1975–2016), Moderatorin u. a. Radio Siegen, 1 Live, ProSieben
- Annemarie Carpendale (* 1977), Moderatorin bei ProSieben
- Rosalie Wolff (* 1979), Schauspielerin und Unternehmerin
- Gabriel Isenberg (* 1979), Kirchenmusiker
- Johanna Stockschläder (* 1995), Handballspielerin